# Lista de presidentes da Associação dos Juízes Federais do Brasil
Esta é uma lista de presidentes da Associação dos Juízes Federais do Brasil (AJUFE) desde sua fundação em 1972. O atual presidente da associação é o juiz Eduardo André Brandão de Brito Fernandes para o biênio junho de 2020 a junho de 2022.
| Nome do juíz                                          | Imagem | Período                           |
| Ministro Jesus Costa Lima                             |        | setembro de 1972 a abril de 1974  |
| Juiz Armindo Guedes                                   |        | abril de 1974 a janeiro de 1978   |
| Juiz João Gomes                                       |        | fevereiro de 1978 a março de 1988 |
| Juiz Oliveira Lima                                    |        | março de 1988 a junho de 1993     |
| Juiz Silveira Bueno                                   |        | junho de 1993 a março de 1994     |
| Juiz Vladimir Passos de Freitas                       |        | março de 1994 a março de 1996     |
| Juiz Vilson Darós                                     |        | março de 1996 a maio de 1998      |
| Juiz Fernando da Costa Tourinho Neto                  |        | maio de 1998 a junho de 2000      |
| Juiz Flavio Dino de Castro e Costa                    |        | junho de 2000 a junho de 2002     |
| Juiz Jorge Antonio Maurique                           |        | junho de 2002 a junho de 2004     |
| Juiz Walter Nunes da Silva Junior                     |        | junho de 2006 a junho de 2008     |
| Juiz Fernando Cesar Baptista de Mattos                |        | junho de 2008 a junho de 2010     |
| Juiz Gabriel de Jesus Tedesco Wedy                    |        | junho de 2010 a junho de 2012     |
| Desembargador Nino Oliveira Toldo                     |        | junho de 2012 a junho de 2014     |
| Juiz Antônio César Bochenek                           |        | junho de 2014 a junho de 2016     |
| Juiz Roberto Carvalho Veloso                          |        | junho de 2016 a junho de 2018     |
| Juiz Federal Fernando Marcelo Mendes                  |        | Junho de 2018 a junho de 2020     |
| Juiz Federal Eduardo André Brandão de Brito Fernandes |        | Junho de 2020 até atualmente      |